# Chiesa di San Giovanni di Dio (Lecce)
La chiesa di San Giovanni di Dio o di Santa Maria della Pace, insieme all'attiguo convento dei Fatebenefratelli, è un complesso architettonico di Lecce. Venne ricostruita da Mauro Manieri, fra il 1738 e il 1742. Sorge sulla centralissima via Giuseppe Palmieri.

## Descrizione
La chiesa ha un prospetto sobrio, caratterizzato dal movimento della superficie muraria generato dall'arretramento dei due corpi laterali e dall'articolazione in due ordini sovrapposti, suddivisi da una robusta cornice marcapiano e conclusi da una terminazione mistilinea ad archi inflessi. Il primo ordine, scandito da paraste, presenta un ampio portale d'ingresso sul quale era posizionato lo scudo araldico dell'ordine religioso. Il secondo ordine, raccordato al primo da volute piumate, ospita una finestra centrale.
L'interno si presenta con un'alta navata a pianta rettangolare percorsa, nei muri perimetrali, da lisce paraste corinzie ritmate da due brevi cappelle. La copertura è a volta lunettata con leggeri rivestimenti in stucco. Gli altari, tutti in pietra leccese, presentano delle macchine elaborate con colonne tortili. La tela di maggiore rilievo è quella dell'altare maggiore raffigurante la Visione di San Giovanni di Dio, realizzata da Bonaventura Manieri, figlia e sorella degli architetti Mauro ed Emanuele.
All'interno della chiesa erano custodite, inoltre, alcune statue in cartapesta degli inizi del XX secolo, oggi conservate in un locale del Castello di Carlo V, tranne quella raffigurante la Madonna Orante, che è ancora esposta in chiesa.
È stata adottata dalla scuola secondaria di primo grado di Lecce (Le) Antonio Galateo nel 2010 e nel 2012 con il progetto "Adotta un monumento".